# Personaggi di Rosy Abate - La serie

## Principali

### Rosy Abate
Rosalia "Rosy" Abate,
interpretata da Giulia Michelini  (stagione 1- 2).
 È la leggendaria e famigerata Rosalia Abate, la Regina di Palermo. La giovane donna vive e lavora come semplice cassiera in un supermercato, con il falso nome di Claudia Lodato, ella vive una vita tranquilla ed è prossima al matrimonio con Francesco Ricci, onesto lavoratore a cui sinceramente tiene molto. Quando tuttavia viene avvicinata dai fratelli Sciarra, due mafiosi siciliani, il turbolento, oscuro e ingombrante passato di Rosy riemerge con violenza e senza pietà, travolgendola prepotentemente quando scopre che suo figlio, l'adorato Leonardo, non è mai morto. La donna allora, si mette alla ricerca di Leonardino nel disperato tentativo di trovarlo e scoprire ogni singolo segreto riguardo a quello che accadde anni prima sulla maledetta spiaggia in cui la Regina di Palermo ha assistito atterrita a quello che credeva l'assassinio del suo bambino. Rosy, armata di determinazione, inizia a ripercorrere una strada tumultuosa, che si incrocia ben presto con quella della benestante famiglia Mainetti (i nuovi genitori di Leo), in seguito il misterioso boss Santagata (padre della moglie di Mainetti) e infine il poliziotto Luca Bonaccorso che finisce con il proteggerla e con l'aiutarla segretamente sul salvataggio di Leonardo e cominciando con lui, dopo alcune peripezie, un'appassionata relazione. Dopo essere stata la sua tata a Roma, Rosy fa di tutto per riprendersi Leo e di riportalo in Sicilia ma le loro strade si separano di nuovo quando viene arrestata e la donna lo affida alla protezione di Luca. Dopo sei anni di carcere va a vivere con Leo, ormai adolescente, con il quale inizialmente non va molto d’accordo a causa dell'influenza dello spietato Antonio Costello. Dopo tutto quello che ha sopportato e patito, Rosy, con l'aiuto dell'amato Luca e di Regina, è determinata più che mai a lottare con le unghie e con i denti per avere quello che ha sempre voluto: una vita finalmente serena e onesta con il figlio Leonardo e le pochissime persone a lei rimaste care. Ma per farlo, deve anche chiudere definitivamente con i suoi numerosi demoni e affrontare a muso duro, altri fantasmi del suo sanguinoso e incredibile passato da criminale.

### Luca Bonaccorso
Luca Bonaccorso (Mario Sgueglia) (stagione 1-2).

È il migliore amico di Francesco ed è un Ispettore, volitivo e coraggioso. Quando l’amico viene ucciso comincia un’indagine che lo porta, fiancheggiando la causa di Rosy, dapprima a Roma e successivamente in Sicilia per dare giustizia a Francesco e aiutare l’Abate a ritrovare il figlio. Il rapporto tra lui e Rosy matura nel corso degli eventi: all'inizio, convinto che sia colpa sua della morte del suo amico, le dà la caccia per arrestarla, ma una volta appresa la sua storia (complice l'aiuto di Licata), decide di supportarla nella missione di riprendersi il figlio. La collaborazione ben presto da vita ad un'attrazione, fino a sfociare in un amore reciproco. Dopo l'arresto di Rosy, diventa ispettore capo a Napoli e una sorta di secondo padre di Leonardo. Compresa la reale natura di Costello, si mette contro il suo superiore, spia del boss, fiancheggiando gli Abate. Morirà sotto gli occhi sconvolti di Leonardo e Nina e tra le braccia dell'amata Rosy, lasciandola devastata dal dolore, a causa di una ferita alla gamba che riporterà in uno scontro con Costello.

### Regina Santagata
Regina Santagata (Paola Michelini) (stagione 1-2).
 Membro dell'alta società romana, è una donna attenta e premurosa nei confronti del figlio Leonardo. Vive in una grande villa nel residence dell'Olgiata e porta avanti raccolte fondi per i centri di ricerca che si occupano di curare la leucemia che ancora affligge suo figlio Leonardo. Quando Regina incontra Rosy, assumendola come baby sitter di Leonardo, la sua vita cambia in maniera inaspettata: scopre che suo padre è un boss e che Rosy è sua sorella ma prova in tutti i modi a tenere con sé Leo il quale le spara, ferendola soltanto, per liberare la sua vera madre. Nella seconda stagione fiancheggia la sorella Rosy e viene uccisa da Maometto in un conflitto a fuoco, riuscendo a colpire a sua volta l'uomo e ad ucciderlo, facendo così da "scudo" a Leonardo.

### Questore Licata
Licata (Bruno Torrisi) (stagione 1-2).
 Assume la guida delle indagini quando viene acclarato che Rosy Abate non è morta come tutti credevano ma è viva e si trova in Italia. Nella seconda stagione è in pensione come questore, ma è ancora presente alle nuove vicende di Rosy.

### Roberto Mainetti
Roberto Mainetti (Raniero Monaco di Lapio) (stagione 1).

Avvocato e marito di Regina, è un uomo complesso: tradisce la moglie con la governante di casa ed è in realtà il fiancheggiatore di suo suocero. Muore ucciso da Rosy nell'appartamento di Bonaccorso.

### Leonardo Abate
Leonardo "Leo" Abate (Francesco Mura, stagione 1), (Vittorio Magazzù, stagione 2).
 Vive a Roma con una ricca famiglia, i Mainetti e i Sant'Agata, che gli ha dato un futuro prestigioso e agiato. L’incontro con la nuova baby sitter, Rosalia, lo sorprende e genera in lui dubbi e perplessità rispetto ai suoi genitori. Quando Rosy lo ritrova, Leonardo è un bambino innocente, premuroso e sognatore, e totalmente estraneo ai segreti oscuri della famiglia che lo ha cresciuto. Si affeziona moltissimo a Rosy, dalla quale viene salvato e protetto più volte e rimane inizialmente sconvolto quando lei gli confessa di essere sua madre. Tra Rosy e Regina, infine sceglie però la sua vera madre sparando all'altra. Dopo l'arresto di Rosy cresce a Napoli sotto gli occhi di Luca Bonaccorso, suo grande amico e mentore. Una volta scarcerata, i rapporti tra Leonardo e Rosy sono molto tesi e complicati, anche a causa delle cattive e pericolose compagnie che il ragazzo ha iniziato a frequentare, ma decide di andare a vivere con la madre Rosy e frequentando il boss Antonio Costello, si innamora, ricambiato, di sua figlia Nina mettendola infine incinta. In fuga dal boss camorrista Costello, che ha messo una taglia sulle loro teste, insieme alla madre e alla fidanzata, riesce con uno stratagemma a fare arrestare lui e i poliziotti collusi a Bari. Dopo aver sposato l'amata Nina, sceglie di seguire le orme di Luca e di entrare in polizia ricominciando con Rosy e Nina una nuova vita.

### Antonio Costello
Antonio Costello (Davide Devenuto) (Stagione 2).
 È un boss napoletano e un padre che tiene molto a sua figlia. Dopo aver ringraziato Leonardo per aver salvato sua figlia e dicendogli di essere in debito con lui, lo aiuta successivamente per levare di mezzo Domenico Amato, detto O' Mastino, che più volte aveva messo in pericolo la vita di Leo stesso e di Rosy Abate. Tradito dagli Abate, cerca in ogni modo di ucciderli ma finisce per essere arrestato a Bari, incastrato da un audio registrato da Leo in cui confessa i suoi crimini.

### Nina Costello
Nina Costello (Maria Vera Ratti) (Stagione 2).
 È la bella figlia del boss Antonio Costello, che la ama al di sopra di tutto, anche lei con diversi problemi personali. Viene salvata da Leonardo da una violenza durante una festa e da questo momento in poi legherà molto con il giovane. Dopo che il padre ha ringraziato Leonardo, i due cominciano a frequentarsi, fino ad innamorarsi profondamente l'uno dell'altra e mettersi insieme. Rimane in seguito incinta dell'amato. Nina, nel mondo tenebroso del padre e i problemi che affronta il suo ragazzo, in entrambi i casi rappresenta l'unica luce pura nelle esistenze sia di Leonardo che di Antonio Costello. Sebbene voglia molto bene al padre, lei è determinata a rimanere al fianco di Leonardo e rifarsi una nuova vita con lui e il loro bambino. Viene prima rapita da Rosy, ma dopo aver scoperto di essere rimasta incinta, la ragazza e gli Abate scapperanno da Costello e riusciranno a farlo arrestare a Bari. Si sposa in seguito con Leonardo.

## Ricorrenti
- Don Nuzzo Santagata (stagione 1), interpretato da Franco Branciaroli

Spietato boss mafioso messinese che viene ingannato e tradito dai fratelli Sciarra. Santagata, per vendicarsi dei traditori che hanno provato a sottrargli il mercato della droga, lascia la sua terra e si reca a Roma, dove, inaspettatamente, ha degli affetti a lui carissimi che riporta nella sua terra: la figlia Regina e il nipotino Leonardo. Viene ucciso per sbaglio da Regina dopo aver rivelato a Rosy di essere il suo padre naturale.
- Francesco Ricci (stagione 1), interpretato da Paolo Bernardini

Giovane operaio in un cantiere navale, ama follemente Rosy credendo che in realtà si tratti di Claudia. Per lei è disposto a mettere in discussione la sua vita e, dopo aver trovato i suoi veri documenti, si fa dire la verità dalla donna decidendo di accompagnarla assieme agli Sciarra la notte dello scambio con Bastelica. Luca però, avendo indagato giorni prima nel cantiere, piazza un rilevatore sul gommone e quando Mirko Sciarra se ne accorge ha inizio uno scontro a fuoco e uccide Francesco poco prima dell'irruzione della polizia.
- Mirko Sciarra (stagione 1), interpretato da Fulvio Pepe

Mafioso siciliano che rivela a Rosy del segreto su suo figlio Leonardo con l’obiettivo di ottenere l’aiuto dell’ex Regina di Palermo per poter rubare il mercato della droga con i marsigliesi al boss Santagata. Muore ucciso proprio dalla Abate a Messina fuori dal casolare dove si stava tenendo un incontro tra Santagata, Mainetti e un assessore colluso.
- Stefano Sciarra (stagione 1), interpretato da Fiodor Passeo

Fratello di Mirko, Stefano segue il fratello ma in realtà non ne condivide a pieno le azioni poiché ha una figlia piccola e questo lo rende più sensibile. Viene arrestato da Bonaccorso sotto casa della compagna. Liberato dal carcere da Rosy, muore per le ferite riportate in seguito allo scontro con gli uomini dell'ispettore Criscito.
- Jean Bastelica (stagione 1), interpretato da Federico Scribani

Capo dei Marsigliesi con il quale Rosy e Sciarra entrano in affari. Dopo la morte del figlio sequestra Rosy sulla spiaggia di Varigotti e le dà 48 ore per recuperare i soldi dagli Sciarra. La aiuta a far evadere Stefano Sciarra ma non riuscirà a trovare suo fratello Mirko.
- Simon Bastelica (stagione 1), interpretato da Chopin Yohann

Figlio del boss marsigliese Jean. Viene ucciso nel conflitto a fuoco con la polizia in occasione dello scambio con gli Sciarra.
- Serena (stagione 1), interpretata da Martina Palmitesta

Amica e collega di Rosy durante la sua permanenza sotto falsa identità in provincia di Savona. Cerca di coprirla durante il suo viaggio a Monte Carlo e consente a Bonaccorso di rintracciarla a Roma intercettando una chiamata tra le due.
- Bruno Criscito (stagione 1), interpretato da Augusto Zucchi

Ispettore amico di Bonaccorso. Durante le indagini sulla morte di Francesco scopre che Claudia altri non è che Rosy Abate la quale decide di risparmiarlo nel conflitto a fuoco avvenuto durante l'evasione di Stefano Sciarra.
- Livia Cataldi (stagione 1), interpretata da Naike Anna Silipo

Intransigente Vicequestore aggiunto dell'Anticrimine di Roma. Collabora con Bonaccorso e segue le disposizioni di Licata per arrestare Rosy Abate, rimane ferita in uno scontro a fuoco con Rosy.
- Ercole Bracci (stagione 1), interpretato da Sergio Vespertino

Luogotenente di Santagata che darà la caccia a Sciarra e poi, dopo la morte del boss, a Rosy. Lascia la Abate e Regina al faro di Santa Flavia prima dell'arrivo della polizia.
- Gaetano Zanni (stagione 1), interpretato da Ciro Esposito

Braccio destro di Mirko Sciarra, viene ucciso da Ercole mentre tenta con i compagni di attaccare il casolare dove si stanno incontrando Santagata, Mainetti e l'assessore Gramaldi
- Pasquale Contrada (stagione 1), interpretato da Fabrizio Nardi

Vecchio picciotto della famiglia Abate che dopo il carcere sta cercando di rifarsi una vita a Roma. Decide di ospitare Rosy e la aiuta a derubare il suo strozzino sparandogli. Da questo viene riconosciuto e viene così arrestato;  collabora con Bonaccorso rivelando che Rosy aveva avuto un contatto con tale Abbagnale per avere documenti falsi.
- Cusano (stagione 1), interpretato da Alberto Giusta

Grazie alla famiglia Mainetti il dottore ha avviato un centro all'avanguardia per studiare e combattere la leucemia a causa della quale Leonardo aveva dovuto subire un trapianto di midollo da piccolo. Il bambino ha una ricaduta e Rosy si offre come donatrice. Minacciando il dottore Regina scopre che la Abate è la vera madre di Leo.
- Matteo Gramaldi (stagione 1), interpretato da Angelo Libri

Assessore regionale colluso, cerca di favorire Santagata per quanto riguarda il piano regolatore. Trovato il suo nome nel pc di Mainetti, Bonaccorso piazzando una cimice nel suo ufficio ascolta una conversazione con il boss contro il quale ha così delle prove forti costringendolo alla fuga appena viene informato dell'arresto di Gramaldi.
- Maestra di Leonardo (stagione 1), interpretata da Helene Nardini

Da lei Rosy viene a sapere della ricaduta di Leo decidendo di offrirsi come donatrice al dottor Cusano.
- Alfredo (stagione 1), interpretato da Claudio Garrubba

Fratello di un vecchio piciotto della Abate morto in carcere. Incontra Rosy in un bar di Messina e decide di aiutarla accompagnandola all'abitazione di Santagata ma questa è vuota e lui, rinfacciandole la morte del fratello, è deciso a consegnarla al boss ma viene fermato dal suo amico Chiummo.
- Alessandro Chiummo Santonocito (stagione 1), interpretato da Alessandro Pennacchio

Chiummo salva Rosy da Alfredo perché si sente in colpa di aver rapito suo figlio quando faceva parte del gruppo di Ruggero Spina. La Abate decide di lasciarlo in vita ma lo abbandona per strada.
- Zio Francesco (stagione 1), interpretato da Massimo Spata

Vecchio amico della famiglia di Rosy, le offre ospitalità e le racconta che Don Nuzzo avrebbe tradito i suoi genitori dato che dopo la loro morte era stato visto con i corleonesi.
- Lorenza (stagione 1), interpretata da Ilenia D'Avenia

Viene tenuta nascosta nella tenuta di Santagata poiché ha "venduto" Leonardino a Mirko Sciarra. Rivela a Regina di essere stata complice di Achille Ferro gestendo la fase successiva al rapimento su indicazione di Santagata che desiderava a tutti i costi proprio quel bambino; viene liberata dalla donna ma in cortile viene uccisa da Santagata davanti agli occhi di Leonardo.
- Amedei (stagione 2), interpretato da Clemente Pernarella

Avvocato corrotto e consigliere di Costello.
- Nadia Aversa (stagione 2), interpretata da Daniela Virgilio

Ispettore nonché compagna di Luca Bonaccorso. Sospetta fin dall'inizio di Leonardo, venendo uccisa apparentemente da quest'ultimo su ordine di Antonio Costello, vero assassino della povera donna, dopo averlo seguito in un magazzino ed essersi trovata nel mezzo di un regolamento di conti di camorristi.
- Gabriele Gagliardi (stagione 2), interpretato da Luigi Di Fiore

Commissario capo ostile a Bonnacorso e spia di Costello, viene arrestato a Bari insieme alla collega Sorrentino e a Costello.
- Alberto De Angelis (stagione 2), interpretato da Federico Tocci

Ispettore anch'egli spia di Costello, partecipa alla spedizione contro Diego. Ravvedutosi dopo la visita di Bonaccorso e Leo e in procinto di scappare con la moglie Graziella e il figlio malato bisognoso di cure speciali, viene consegnato dalla collega Sorrentino a Costello che lo uccide.
- Sorrentino (stagione 2), interpretata da Federica Sabatini

Ispettore e spia di Costello, tenta di uccidere Rosy a casa, scoperta da Bonaccorso viene in seguito arrestata a Bari insieme al suo superiore e al boss.
- Maometto (stagione 2), interpretato da Vincenzo De Michele

Braccio destro di Costello. Viene ucciso da Regina in un conflitto a fuoco.
- Diego (stagione 2), interpretato da Gianluca Di Gennaro

Fedelissimo di Costello sin da bambino quando il boss lo prese da un orfanotrofio. Viene ucciso dagli uomini di Costello in un'imboscata perché voleva ricattarlo con un video.
- Vincenzo O' Barone (stagione 2), interpretato da Ivan Castiglione

Boss dei Quartieri Spagnoli ed esponente di spicco della Santa Alleanza, è costretto a fuggire dopo che Maometto uccide Anna, la sua donna. Salva la vita a Rosy nei vicoli di Napoli per poi dileguarsi.
- Ciro Gargiulo (stagione 2), interpretato da Giovanni Amura

Migliore amico e collega di Leo in un'officina meccanica, successivamente viene introdotto nel Clan Costello su richiesta dell'amico perdendo la vita nello scontro con gli uomini di O' Barone in un cantiere.
- Domenico Amato O' Mastino (stagione 2), interpretato da Danilo Rovani

Spacciatore e strozzino di Leo rimasto ucciso nella sparatoria con Nadia Aversa mentre veniva torturato dagli uomini di Costello.
- Anna (stagione 2), interpretata da Lidia Vitale

Chiromante ed ex compagna di cella di Rosy. Donna di O' Barone, viene uccisa davanti alla porta di casa da Maometto mentre il compagno riesce a fuggire dal retro.
- Don Santo (stagione 2), interpretato da Armando Pugliese

Boss della Santa Alleanza che muore ucciso dal clan Costello per aver appoggiato O' Barone.
- Alessia Romano (stagione 2), interpretata da Alessandra Costantini

Amica e compagna di danza di Nina Costello.

## Ruoli minori
- Francesco Pellegrino interpreta uno scugnizzo che cerca di violentare Nina Costello e affronta Leo (st. 2, ep. I).
- Carlo Caracciolo interpreta il datore di lavoro di Rosy che cerca di ricevere favori sessuali da lei in cambio del posto (st. 2, ep. I-II).
- Ida Sansone interpreta la proprietaria del bordello (st. 2, ep. I-II).
- Michelangelo Dalisi interpreta il pusher di Leo e viene ucciso da Rosy nel suo garage (st. 2, ep. I-III-IV).
- Gegia interpreta Nunziatina (st. 2, ep. II).
- Marco Mario de Notaris interpreta il medico legale (st. 2, ep III-V).
- Pio Luigi Piscicelli interpreta il compagno di cella di Leo. (st. 2, ep. IV).
- Alessio Gallo interpreta il compagno di cella di Leo. (st. 2, ep. IV).
- Luca Iervolino interpreta l'agente penitenziario a libro paga di Costello (st. 2, ep. IV).
- Camilla Martini interpreta Graziella, moglie dell'ispettore De Angelis (st. 2, ep. V).

## Guest

### Veronica Colombo
Veronica Colombo (Valentina Carnelutti) (Stagione 1).
Appare per qualche secondo come visione a Rosy sulla spiaggia in cui si pensava fosse stato ucciso Leonardo.

### Filippo De Silva
Filippo De Silva (Paolo Pierobon) (Stagione 1).
 È il primo a scoprire che Rosy è ancora viva. Si assicura che nella tomba di Leonardo non ci sia il suo corpo e raggiunge la Abate in Liguria dove le dice che questa volta non potrà aiutarla.

### Ivan Di Meo
Ivan Di Meo (Claudio Gioè) (Stagione 2).
 Fu vicequestore aggiunto della Squadra mobile di Palermo e padre di Leo: è stato ucciso da Rosy prima che il bimbo nascesse. Ricompare a Rosy sotto forma di flashback e in lunghi sogni/visioni, in cui sembra indicare a Rosy la sua vera strada.

### Sandro Pietrangeli
Alessandro "Sandro" Pietrangeli (Giordano De Plano) (Stagione 2).
 Fu un ispettore di polizia della DUOMO, ritiratosi a vita privata dopo essersi dimesso dalla Squadra Antimafia di Catania e dalla polizia. Rivela a Luca Bonaccorso l'identità del padre di Leo. Nel finale di stagione, durante il matrimonio di Leo e Nina, comunica a Rosy, insieme al questore Licata, che la domanda di Leonardo di arruolarsi in polizia è stata accettata.